# Ackama muelleri
Ackama muelleri är en tvåhjärtbladig växtart som beskrevs av George Bentham. Ackama muelleri ingår i släktet Ackama och familjen Cunoniaceae. Inga underarter finns listade i Catalogue of Life.